# 483 (numero)
Quattrocentottantatré (483) è il numero naturale dopo il 482 e prima del 484.

## Proprietà matematiche
- È un numero dispari.
- È un numero composto con i seguenti divisori: 1, 3, 7, 21, 23, 69, 161. Poiché la somma dei suoi divisori è 285 < 483, è un numero difettivo.
- È un numero sfenico.
- È un numero palindromo nel sistema di numerazione posizionale a base 12 (343) e in quello a base 13 (2B2).
- È un numero fortunato.
- È un numero di Ulam.
- È un numero di Smith nel sistema numerico decimale.
- È parte delle terne pitagoriche (44, 483, 485), (460, 483, 667), (483, 644, 805), (483, 720, 867), (483, 1656, 1725), (483, 1820, 1833), (483, 2356, 2405), (483, 5060, 5083), (483, 5544, 5565), (483, 12956, 12965), (483, 16660, 16667), (483, 38880, 38883), (483, 116644, 116645).

## Astronomia
- 483 Seppina è un asteroide della fascia principale del sistema solare.
- NGC 483 è una galassia spirale della costellazione dei Pesci.

## Astronautica
- Cosmos 483 è un satellite artificiale russo.